# Vereinigte Domstifter
Die Vereinigten Domstifter zu Merseburg und Naumburg und des Kollegiatstifts Zeitz (kurz Vereinigte Domstifter) sind eine gemeinnützige Stiftung des öffentlichen Rechts in Sachsen-Anhalt.

## Geschichte
Die rechtshistorischen Wurzeln der heutigen Stiftung der Vereinigten Domstifter liegen in den mit den Bistümern entstandenen Domkapiteln am Domstift Merseburg im Jahr 968 (bzw. im Jahr 1004 nach der Restituierung des Bistums Merseburg) sowie am Domstift Naumburg im Jahr 1028 und des nach 1028 begründeten Kapitels des Kollegiatstifts Zeitz infolge der von Kaiser Otto I. und seinen Nachfolgern verfolgten Reichskirchenpolitik. In den Domkapiteln verkörperte sich eine Gemeinschaft von kanonisch lebenden Geistlichen einer Kathedralkirche, die anfangs zumeist aus dem Klerus der zuvor am Ort existenten Pfarrkirche entstammten und oftmals von Person und Besitz eines Bistums separiert war. Der Domklerus befolgte als geistliches Beratungsgremium des Bischofs in Wahrnehmung seiner geistlichen Pflichten anfangs die 816 in der Aachener Kanonikerregel (Institutio canonicorum Aquisgranensis) vorgegebene Idee einer mönchsgleichen Vita communis. Zu den Aufgaben eines Domkapitels gehörte zumeist die Durchführung des (Chor-)Gottesdienstes in der Kathedrale, die Lesung von Messen für Verstorbene, die Führung der Diözese in Zeiten der Sedisvakanz und nach dem Investiturstreit auch die Beteiligung an der Wahl eines Bischofs nach Maßgabe des Wormser Konkordats – überdies die Unterstützung des Bischofs in Diözese (geistlicher Herrschaftsbereich) und Hochstift bzw. Niederstift (weltlicher Herrschaftsbereich). Im Laufe des Hochmittelalters verselbständigte sich das Vermögen der Domkapitel gegenüber dem Bischofsgut, so dass die Domherren auch Aufgaben der Wirtschaftsführung sowie Territorialverwaltung übernahmen. Seit dieser Zeit waren in den Domkapiteln meist Angehörige edelfreier Familien, der Ministerialität des Hochstifts oder Vasallen des Bischofs korporiert.
Nach der Reformation in Sachsen lebten die Domstifte und das Kollegiatstift zunächst als evangelisch-lutherische Institutionen weiter; hinzu kamen das von Herzog Moritz von Sachsen-Zeitz (1653–1681) eingerichtete Prokuraturamt und das Kirchenkastenamt zu Zeitz. Ihre Einflussnahme auf die geistlichen Belange nahm aber zusehends ab. Gleichwohl blieben die Dom- und Kollegiatstifte als mit Satzungsautonomie, Selbstverwaltung, Organen und Siegel ausgestattete, öffentlich-privilegierte und juristisch selbständige Korporationen in ihrer Rechtssubjektivität weiter existent, auch wenn sie nicht mehr Teil der Kirche im kanonischen Sinn waren. Infolge der Anfang des 19. Jahrhunderts mit dem Reichsdeputationshauptschluss einsetzenden Säkularisation wurden auf dem Territorium des Kurfürstentums und späteren Königreichs Sachsen zwar nicht – wie andernorts – die Domkapitel aufgehoben und ihre Vermögen in die landesherrliche Verwaltung eingegliedert, jedoch war nach der Abtretung sächsischer Gebiete an das Königreich Preußen nach dem Wiener Kongreß der rechtliche Status der Dom- und Kollegiatstifter in Merseburg, Naumburg und Zeitz in der nunmehrigen Provinz Sachsen zunächst ungewiss, auch wenn der preußisch-sächsische Friedenstractat vom 18. Mai 1815 ihren Fortbestand zusicherte und der preußische König diesen später bestätigte, zuletzt durch die Kabinettsordre vom 18. Juni 1879.
Aus den ursprünglich kirchlichen Institutionen wurden nach mehr als 100 Jahren verschiedener Reformideen die sächsischen Dom- und Kollegiatstifter (gemeinsam mit dem Domkapitel Brandenburg) im Jahr 1930 durch Beschluss der preußischen Staatsregierung und Oktroyierung einer neuen Satzung in jeweils selbständige Stiftungen des öffentlichen Rechts reorganisiert. Eine im Jahr 1935 ebenfalls durch die preußische Staatsregierung verfügte gemeinsame Satzung bestätigte im Wesentlichen den Status als selbständige Stiftungen des öffentlichen Rechts mit dem Novum eines gemeinsamen Domkapitels. Auch die nachfolgenden Satzungen der Jahre 1946, 1947 und 1950 sowie die mit den politischen Umbrüchen einhergehenden Rechtsauffassungen änderten nichts an diesem Rechtsstatus. Erst durch die Satzung von 1994 wurden die Vereinigten Domstifter zu einer Stiftung des öffentlichen Rechts zusammengefasst. Als überkommene Stiftung des öffentlichen Rechts gelten die Vereinigte Domstifter nach Maßgabe des gegenwärtigen Stiftungsrechts als staatliche Stiftung des öffentlichen Rechts fort. Nachdem die Vereinigten Domstifter napoleonische Okkupation, preußische Restauration, zwei Weltkriege, sowjetische Besatzung sowie ostdeutschen Sozialismus überstanden haben, sind sie nach der deutschen Wiedervereinigung durch kulturhistorische Aktivitäten wieder stärker in das öffentliche Bewusstsein gelangt.

## Rechtsform und Stiftungszweck
Die Stiftung ist als staatliche Stiftung des öffentlichen Rechts und damit als juristische Person des öffentlichen Rechts Eigentümerin des Merseburger Doms, des Naumburger Doms, der Marienkirche am Dom in Naumburg, des Franziskanerklosters, der Stiftsbibliothek und der Pfarrkirche St. Michaelis in Zeitz sowie deren zugehörigen Gebäude und Liegenschaften, nicht jedoch des katholisch genutzten Zeitzer Domes St. Peter und Paul, der früheren Stiftskirche. Neben den Immobilien gehören dazu die beweglichen Kunstgüter wie Altäre, Skulpturen und Gemälde sowie die Archiv- und Bibliotheksbestände.
Nach ihrer gegenwärtigen Satzung hat die Stiftung die in ihrem Besitz befindlichen „Kirchen nach Kräften zu fördern und die kirchlichen und aus kirchlichem Besitz stammenden Kulturgüter, Ausstattungen Einrichtungen, Gebäude und sonstiges Vermögen konservatorisch zu erhalten, pfleglich zu verwalten, wissenschaftlich zu erschließen und einer ihrer Bedeutung gerecht werden Nutzung zuzuführen. Dazu gehören auch Projekte der Öffentlichkeitsarbeit, die geeignet sind, die der Stiftung gehörenden Kirchen und Kulturgüter in ihrer historischen, künstlerischen und kulturellen Dimension einer breiten Öffentlichkeit näher zu bringen …“ Sie dient damit kirchlichen sowie kulturellen und sozialen Zwecken und verfolgt so ausschließlich und unmittelbar gemeinnützige Zwecke im Sinne des Steuerrechts. Die Stiftung unterliegt der Rechtsaufsicht des Kultusministerium des Landes Sachsen-Anhalt.
Das Führungsgremium der Vereinigten Domstifter bildet das Domkapitel, das aus mehreren Domherren oder Domherrinnen (vormals Stiftsdamen) besteht. Der Vorsitzende des Domkapitels führt die Amtsbezeichnung Dechant, sein Stellvertreter die Amtsbezeichnung „Senior“, alle Mitglieder des Domkapitels arbeiten ehrenamtlich. Von 2013 bis zu seinem Tod im Mai 2018 war Curt Becker Dechant. Seit 2024 leitet Jörg Ulrich als Dechant die Domstifter. Die Vereinigten Domstifter haben ihren Sitz in Naumburg (Saale), dort befindet sich auch die Domstifterverwaltung.

## Stiftungstätigkeit
Die Vereinigten Domstifter sind Träger vieler kulturhistorisch bedeutender Veranstaltungen, wie zum Beispiel die große Landesausstellung Sachsen-Anhalt Der Naumburger Meister – Bildhauer und Architekt im Europa der Kathedralen im Jahr 2011, die Merseburger Sonderausstellung Thilo von Trotha – Merseburgs legendärer Kirchenfürst im Jahr 2014 oder die Naumburger Ausstellung Glanzlichter. Meisterwerke zeitgenössischer Glasmalerei im Naumburger Dom im Jahr 2014. Ferner unterstützten sie in den Jahren 2010 bis 2012 das Naumburg Kolleg, als Graduiertenkolleg eine Einrichtung der Hochschule für Bildende Künste Dresden, welche Wissenschaftler und Doktoranden zu interdisziplinäre Forschungen über Baugeschichte, Ausstattung und Konservierung des Westchors des Naumburger Doms zusammenführte. Seit dem Jahr 2008 laden zudem die Vereinigten Domstifter gemeinsam mit der Stadt Naumburg alle zwei Jahre zum UTA-Treffen.